# Fiducia supplicans
Fiducia supplicans ("Bönfallande tillit") är en förklaring från 2023 om katolsk doktrin som tillåter katolska präster att välsigna par som inte anses vara gifta enligt kyrkans lära, inklusive välsignelse av samkönade par. Med undertiteln "Om den pastorala betydelsen av välsignelser" är dokumentet daterat den 18 december 2023 och utgavs samma dag. Fiducia supplicans utfärdades av Heliga stolens Dikasteriet för trosläran och godkändes med en underskrift av påve Franciskus. Det var den första förklaringen som utfärdades av DDF sedan Dominus Iesus år 2000.
Fiducia supplicans fick en mängd olika tolkningar. Tre dagar efter att dokumentet utfärdats rådde påven Franciskus Heliga stolens byråkrater att undvika "stela ideologiska ståndpunkter". Fiducia supplicans betraktas som en omvändning av en tidigare förklaring från 2021 av samma kongregation inom Heliga stolen, vilken förbjöd välsignelse av samkönade par.

## Bakgrund
År 2021 utfärdade Kongregationen för trosläran (senare omdöpt till Dikasteriet för trons lära 2022) ett responsum ad dubium ('svar på tvivel'). Responset nekade till frågan om huruvida kyrkan har "mandat att välsigna relationer av personer av samma kön". Skälen till detta svar angavs i en medföljande förklarande not.
Fiducia supplicans anses ha upphävt detta beslut från 2021.

## Innehåll

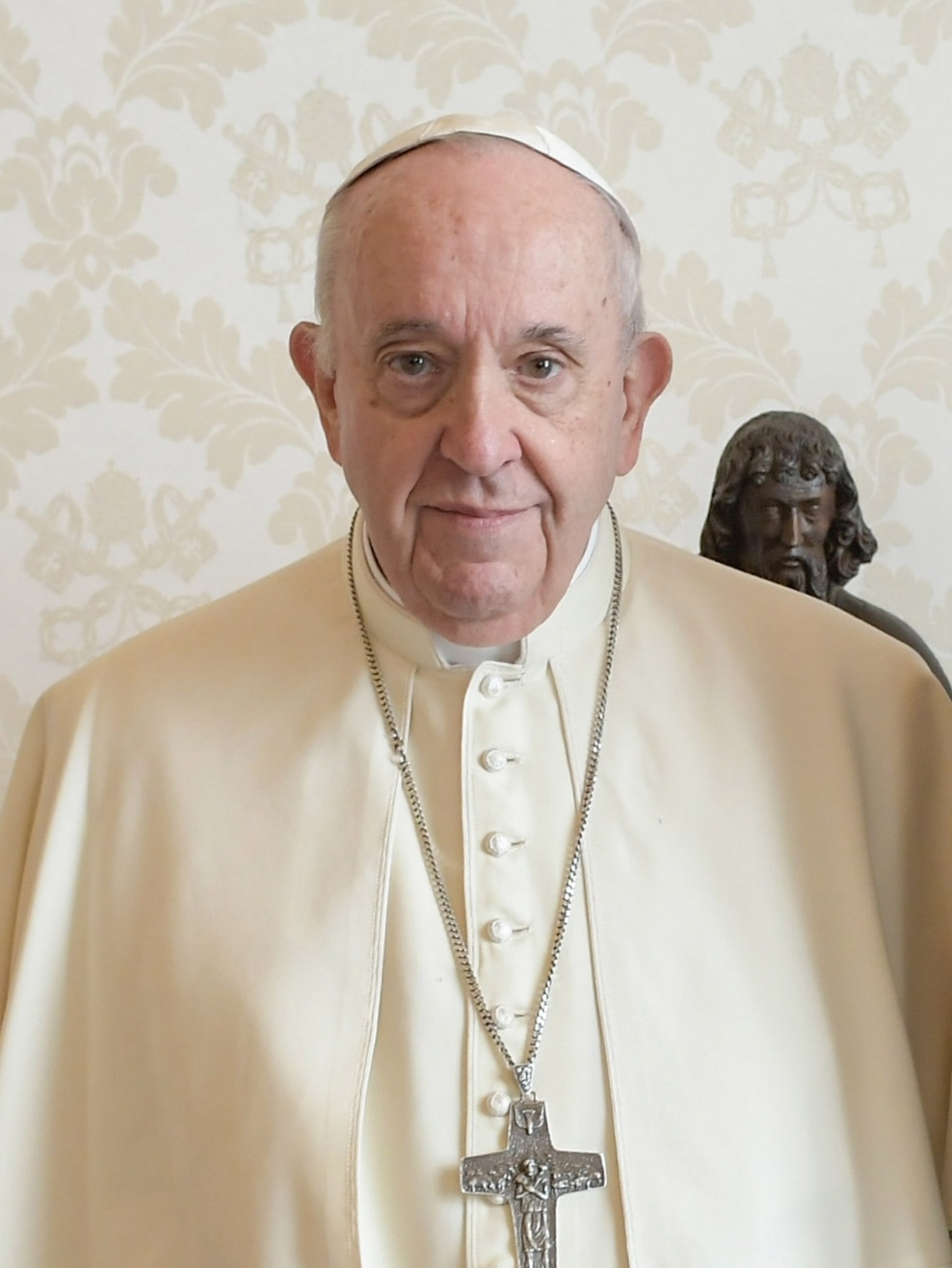
Påve Franciskus (porträtt från 2021) undertecknade förklaringen.

Fiducia supplicans ger förtydliganden och reformer om kyrkans behandling av "irreguljära relationer", det vill säga de som etablerar ett monogamt och känslomässigt band som varar över tid och som inte har ingått ett katolskt äktenskap. Noterbart tillåter det katolska präster och diakoner att utföra "spontana välsignelser" av samkönade par, liksom av motsatta könspar som inte är gifta, samt civilt gifta par där åtminstone en part tidigare har varit skild men inte har fått en annullering.
Dokumentet förklarar att denna typ av informell och spontan välsignelse varken utgör ett sakrament eller en liturgisk rit inom Romersk-katolska kyrkan, varför ingen särskild ceremoni utförs för den. I dokumentet betonas att sexuella relationer endast anses vara tillåtna inom äktenskapet. Heterosexuella par uppmanas att gifta sig och inte överväga denna välsignelse som ett alternativ till äktenskapet. Kyrkan betraktar alla sexuella förbindelser utanför äktenskapet som syndiga och förblir konsekvent i detta synsätt. Därför efterfrågas eventuell påverkan som kan finnas mellan två personer av samma kön som är inblandade i sådana relationer. Katolska kyrkans sexualmoral fördömer inte den sexuella attraktionen mellan två personer av samma kön, men den understryker att den sexuella handlingen utgör en synd.
Fiducia supplicans föreskriver inga förändringar när det gäller äktenskapsinstitutionen inom Katolska kyrkan. Äktenskapet ses fortfarande endast som en förening mellan en man och en kvinna och utesluter alla former av äktenskap som inte är heterosexuella och monogama. Det inkluderar samkönade äktenskap och alla former av heterosexuell eller bisexuell bigami och polygami.

## Reaktioner

### Katolska ledare
I Belgien berömde Antwerpens biskop Johan Bonny beslutet som ett steg "mot" framtida erkännande av sakramentala samkönade äktenskap i Katolska kyrkan. Enligt ärkebiskop Franz Lackner i Salzburg innebär dokumentet i grunden att det "inte längre går att säga nej" till att välsigna samkönade par. Geert De Kerpel, talesperson för den belgiska katolska kyrkan, förklarade att det inte skulle ha någon lokal påverkan, eftersom samkönade par redan välsignades. Han noterade dock att förklaringen nu korrekt skulle tillämpas på denna situation internationellt. James Martin, en amerikansk jesuitpräst, kallade förklaringen "ett stort steg framåt i kyrkans tjänst för HBTQ-personer" och påpekade att kyrkan bekräftade samkönade pars önskan "för Guds närvaro och hjälp i deras engagerade och kärleksfulla relationer". Dagen efter välsignade han ett gift par av samma kön.
I Indien sa ärkebiskop Oswald Gracias av Bombay – som är en av kardinalerna – att be om och ge välsignelser är en allmänt accepterad sed, en "naturlighet" för Indien, och kallade det "en bekräftelse på vår andlighet och en gåva". Han klargjorde att kyrkans lära om äktenskap inte har förändrats och att Fiducia supplicans inte är ett steg framåt mot att ge ett sakramentalt äktenskap. Han tillade att Fiducia supplicans är förenligt med hans egen pastorala praxis med HBTQ+-gemenskapen. Ärkebiskop Victor Lyngdoh av Shillong utfärdade ett brev till prästerskapet och anhängarna där han upprepade det Fiducia supplicans sade. Samtidigt underströk han att välsignelsen inte bör misstolkas som kyrkans välsignelser under äktenskapet, åberopade han påven Franciskus och uppmanade de trogna att "undvika att vara 'domare som bara förnekar, avvisar och utesluter'".
United States Conference of Catholic Bishops (USCCB) utfärdade ett uttalande där de sade att deklarationen gjorde "en skillnad mellan liturgiska (sakramentala) välsignelser och pastorala välsignelser", och att deklarationen bekräftade att "[kyrkans undervisning om äktenskap] har inte ändrats". Den amerikanske biskopen Robert Barron – som fungerar som ordförande för USCCB:s kommitté för äktenskap, familjeliv och ungdom – sa att förklaringen inte visade någon förändring i den katolska läran om sexualitet och äktenskap. Den kanadensiska konferensen för katolska biskopar sade också att dokumentet bekräftar kyrkans lära om äktenskap "tydligt". Den danske biskopen Czeslaw Kozon sa att det inte fanns ett problem med innehållet i uttalandet "utan hur det kommer att tas emot och tolkas". Presidenten för Ghanas katolska biskopskonferens, biskop Matthew Kwasi Gyamfi, sa: "Vad folk inte förstår är att om ett homosexuellt par går till prästen för att bli välsignat och påven säger ja, välsignar du personerna och inte unionen".
Men deklarationen väckte kontroverser och kritik bland konservativa katoliker, som oroar sig för att beslutet är ett steg mot att den katolska kyrkan ska ändra sin långvariga hållning mot homosexualitet. Marias ärkestift i Astana i Kazakstan fördömde Fiducia supplicans, och ärkebiskop Tomasz Peta och biskop Athanasius Schneider fördömde det för att ha motsägit "gudomlig uppenbarelse och den katolska kyrkans oavbrutna, tvåtusenåriga lära och praxis"; de förbjöd någon präst från att utföra sådana välsignelser. Schneider tillade att Fiducia supplicans var ett "stort bedrägeri" och varnade för "ondska som ligger i själva tillståndet att välsigna [...] samkönade par". Biskopskonferensen i Malawi förbjöd också genomförandet av Vatikanens deklaration och sade att "välsignelser av vilket slag och för samkönade föreningar av något slag inte är tillåtna i Malawi." På samma sätt har Zambiakonferensen för katolska biskopar och Namibiakonferensen för katolska biskopar avvisat tillämpningen av deklarationen för att undvika att bryta mot lokala lagar och för att undvika all otydlighet i pastoral praxis. Sviatoslav Shevchuk, den stora ärkebiskopen i den ukrainska grekisk-katolska kyrkan, åberopade de österländska kyrkornas kanonkoder genom att säga att deklarationen endast gällde den latinska kyrkan. Den konservativa polska biskopskonferensen sa att allt sex utanför ett heterosexuellt äktenskap är "alltid ett brott mot Guds vilja". På samma sätt förbjöd biskopskonferensen i Ungern sådana välsignelser. Den tyske kardinalen Gerhard Ludwig Müller sa att kyrkan "inte kan säga en sak och lära ut en annan".

### HBT-rättighetsföreningar inom kyrkan
I en intervju förklarade kardinal Víctor Manuel Fernández, prefekten för DDF och författare till dokumentet, att sådana välsignelser gällde par och att "förbundet inte är välsignat, av de skäl som deklarationen upprepade gånger förklarar den sanna innebörden av kristet äktenskap och sexuella relationer."
Francis DeBernardo, verkställande direktör för påverkansgruppen New Ways Ministry, som stödjer HBT-katoliker, berömde formuleringarna i dokumentet som uppmanade till att inte utsätta par som söker välsignelser för "en uttömmande moralisk analys". Han sade att betydelsen av deklarationen "inte kan överskattas". DeBernardo hade träffat påven Franciskus i oktober 2023.
Den portugisiska HBT-katolska föreningen Rumos Novos uttryckte skepsis mot Fiducia supplicans i ett pressmeddelande och påstod att deklarationen inte hade fört "absolut ingenting [nytt]" till bordet jämfört med tidigare uttalanden från katolska institutioner och var "ett annat slag mot [möjligheterna att bygga] broar med de som är och fortsätta vara på marginalen”.

### Utanför den katolska kyrkan
Den amerikanske predikanten Franklin Graham och Albert Mohler, president för Southern Baptist Theological Seminary, uttryckte kritik.